# Пам'ятник Олександрові Пушкіну (Дніпро)
Пам'ятник Олександрові Пушкіну у м. Дніпрі — колишнє бронзове погруддя російського поета Олександра Пушкіна було споруджено 14 жовтня 1901 року у дореволюційному Катеринославі, де поет перебував у засланні за вільнодумство, на народні пожертви. Це один із двох автентичних меморіалів у місті доби Російської імперії. Демонтований 16 грудня 2022 року.

## Історія

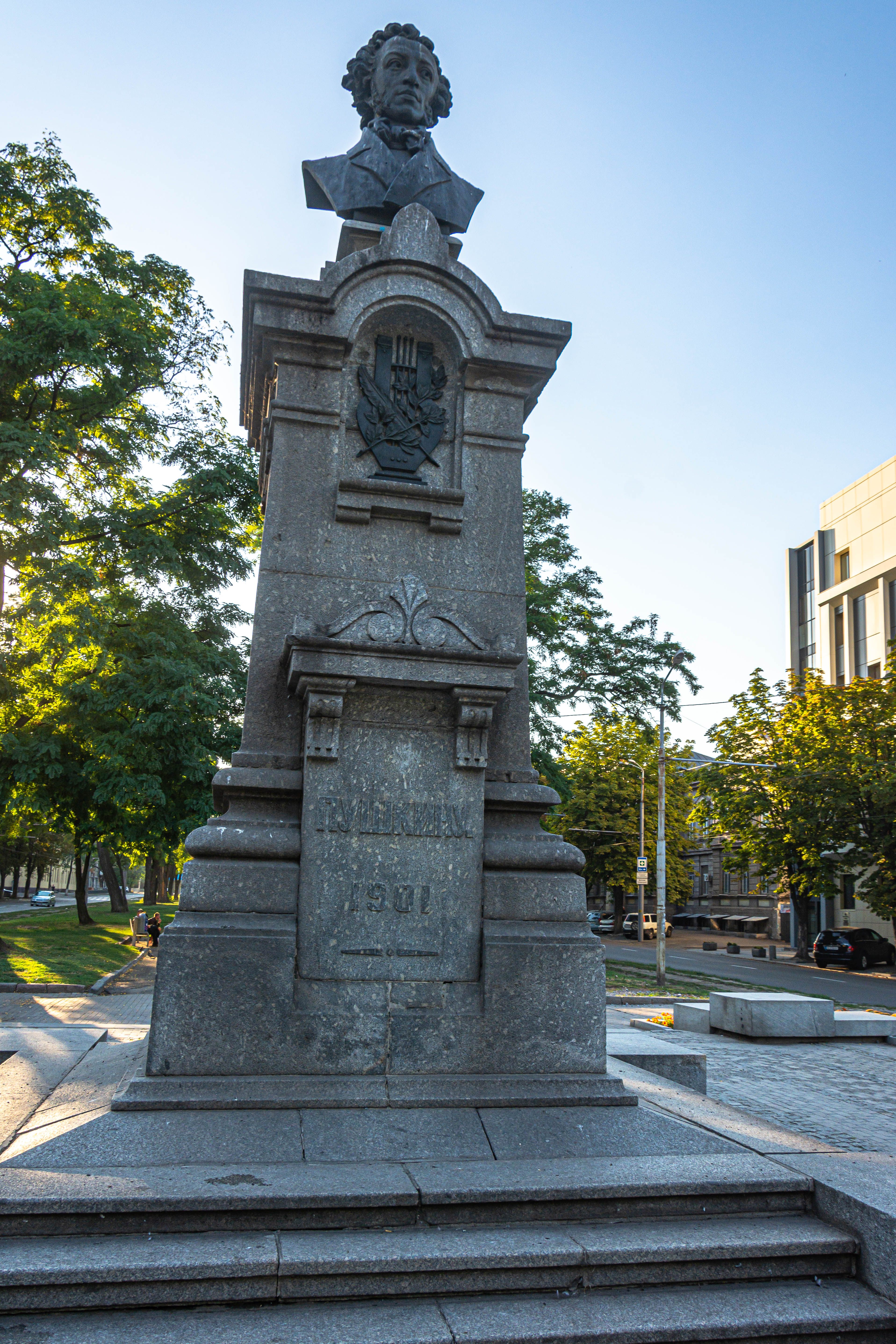

У 1899 році під час святкування сторічного ювілею з дня народження Олександра Пушкіна за ініціативою катеринославської інтелігенції Воєнна вулиця була перейменована в Пушкінський проспект, і тоді ж був розпочатий збір коштів на спорудження пам'ятника поету.
14 жовтня 1901 року відбулося урочисте відкриття монумента, встановленого на перехресті проспекту Пушкіна (з 2022 року — проспект Лесі Українки) та вулиці Короткої (з 1911 року — Надеждинської, за радянських часів — Чичеріна, а з 2016 року — Надії Алексєєнко). Пам'ятник був створений за проєктом катеринославського архітектора Георгія Панафутіна. Модель не чавунного, як вважалося до 1999 року, а бронзового погруддя виготовив учень Марка Антокольського петербурзький скульптор-академік Ілля Гінцбург. За цією моделлю скульптуру відлито в майстерні Морані у Санкт-Петербурзі. В тій же майстерні відлили ліру і всі бронзові прикраси.

Постамент зроблено із граніту, доставленого із кар'єру, розташованого біля міста Олександрія тодішньої Херсонської губернії. На постаменті висічено два написи: на передньому боці — «Пушкіну 1901», на задньому — слова із вірша поета: 
|  | И долго буду тем любезен я народу, что чувства добрые я лирой пробуждал. |

 Пам'ятник було обнесено металевою огорожею, виготовленою в місцевій майстерні Штейна, на цегляному фундаменті. Відкриття пам'ятника відбулося в урочистій обстановці, при величезному скупченні народу.
У роки німецької окупації погруддя поета було демонтоване з постаменту й перенесено у двір трамвайного депо до купи металобрухту для відправки на переплавку. Тим самим погруддя було збережено працівниками трамвайного депо, які його заховали. Після повернення до міста радянських військ погруддя було повернуте на своє місце.
У 1947 році погруддя Олександра Пушкіна було реставроване, а навколо прибрана металева огорожа.
У 1999 році, з нагоди 200-річчя від дня народження поета, була знову здійснена фундаментальна реставрація пам'ятника-погруддя та облаштована прилегла територія. У святкові, ювілейні дні у підніжжя пам'ятника шанувальники поета зазвичай покладають квіти.
16 грудня 2022 року демонтовано в рамках дерусифікації.